# کوره دوار

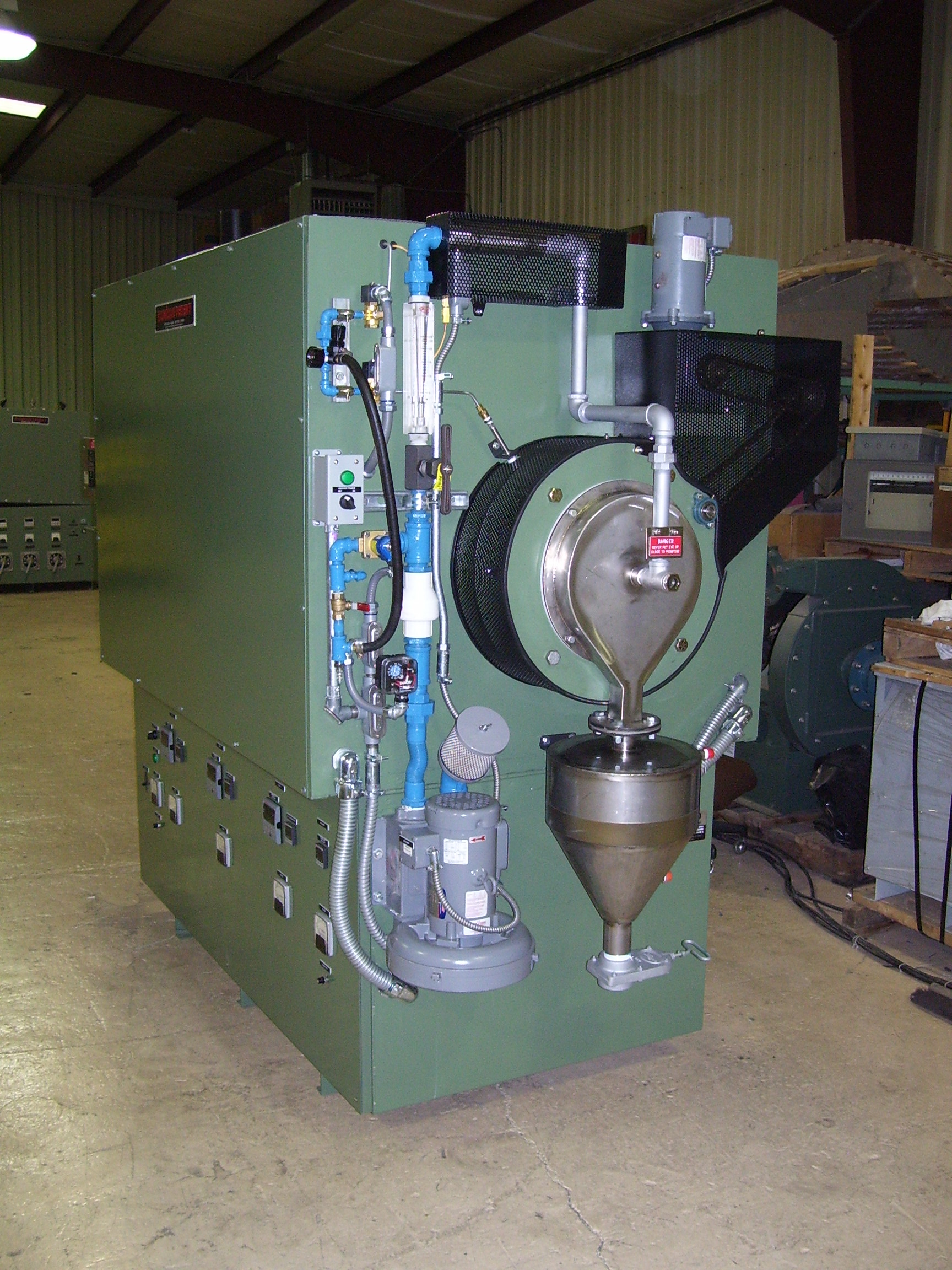
کورهٔ دوار

کوره دوار، (Rotary kiln) وسیله‌ای برای بالابردن حرارت (تکلیس) در یک فرایند مداوم است. این کوره ظرفیت ساخت ۲۵۰ کیلوگرم تا ۷۰ تن مذاب چدن و تا ۱۲ تن مذاب آلومینیوم را دارد. کوره‌هایی با ظرفیت کمتر با دست، و کوره‌های با ظرفیت بیشتر به کمک جرثقیل شارژ می‌شوند. کوره روی جک‌های ویژه به اندازهٔ ۴۵ درجه بلند می‌شود و بعد از شارژ، دوباره به جای خودش برمی‌گردد. سوخت این نوع کوره‌ها گاز، گازوئیل و مازوت است.
مواد تولیدشده به‌وسیلهٔ کورهٔ دوار عبارت‌اند از:
- سیمان
- آهک
- انواع فراورده‌های نسوز
- Metakaolin
- دی اکسید تیتانیوم
- آلومینا
- ورمیکولیت
- گلوله سنگ آهن

## طرز کار کورهٔ دوار
ابتدا کوره را روشن می‌کنند و آن را به دَوَران درمی‌آورند تا کاملاً به‌طور یکنواخت مواد نسوز داخل کوره حرارت ببیند و گرم شود و تا زمانی روشن نگه می‌دارند که نسوزهای داخل کوره از حرارت اشباع شود. سپس ذوب را از کوره می‌گیرند و در قالب استفاده می‌کنند.

## نحوه کارکرد کوره دوار
این نوع کوره ها ساخته شده از لوله هایی هستند. که با شیب کم نسبت به افق، با چرخش آرام و به علت جاذبه، مواد را از بخش ورودی کوره به سمت خروجی کوره هدایت می کنند. لوله ها کوره دوار بر روی غلتک های فولادی قرار گرفته، با نیروی برق و عملکرد گیربکس ها حول محور افقی گردش می کنند.
ورود مواد به داخل این کوره ها از بخش بالایی و مرتفع تر کوره انجام می گیرد و به جز مواردی معدود، حرارت از بخش پایین‌تر کوره که محل خروج مواد است وارد می شود. بدین صورت که مواد با دمای پایین (معمولا دمای محیط) وارد کوره دوار میشود. با گردش کوره به سمت انتهای کوره، مشعل و منطقه جهنمی نزدیک می شود و حین طی مسیرلوله کوره، با نزدیک شدن به مشعل داغ تر شده و در نهایت پس از رسیدن به منطقه جهنمی کوره، به دمای مورد نظر رسیده و پخت مواد تکمیل می شود، سپس از کوره خارج می شوند. در مرحله ی بعد، مواد وارد خنک کن شده و پس از رسیدن مواد به دماهای پایین‌تر مورد استفاده ی بعدی قرار می گیرند.
عایق کاری داخلی بسته به دمای کارکرد و فاصله از منطقه جهنمی کوره و نوع مواد مورد پخت، با آجرهای شاموتی، آلومینی، منیزیتی و یا انواع دیگر آجر انجام می شود.
سوخت مورد استفاده  در مشعل های کورها نیز بسته به شرایط و محل ممکن است گاز طبیعی، گازوئیل و یا مازوت باشد که البته گاز طبیعی در صورت دسترسی بهترین نوع سوخت می باشد.
جهت ایجاد جریان هوا درون کوره‌ها و جابجایی گرما و گازهای درون کوره های دوار، از فن مکنده سانتریفیوژ استفاده می شود تا جریان یکنواخت گرما باعث کشش آن به ابتدای کوره شود. همچنین غبار مواد داخل کوره نیز توسط بگ فیلتر های مناسب با اندازه ی کوره از هوا جداسازی می شود.

## تاریخچه
کوره‌های دوار در سال 1885 توسط فردریک رَنسام (Frederick Ransome)‏ (۱۸۱۸-۱۸۹۲)، مخترع و صنعتگر بریتانیایی و از ابداعگران سنگ مصنوعی، اختراع شد.